# NGC 2687
NGC 2687 este o galaxie situată în constelația Ursa Mare. A fost descoperită în  de către .